# 弋謙
弋謙（？—1450年），山西太原府代州人。明朝政治人物。

## 生平
永樂元年（1403年）鄉試中舉。永樂九年（1411年）辛卯科進士，授監察御史，在出按江西時，因進言忤旨，貶為峽山知縣，再因事連坐罷免歸鄉。
明仁宗繼位后，召為大理寺少卿。任上直言進諫，因言語過激，招致禮部尚書呂震、吳中，侍郎吳廷用，大理卿虞謙等人彈劾。而在內閣首輔楊士奇的解釋下，明仁宗寬恕弋謙，并下詔己罪。之後升副都御史，去四川監督采木事務。
宣德年間，派任交趾右布政使，因王通退出交趾，弋謙被一併判死。
正統初年，釋放為民。土木之變后，以布衣之身上京舉薦寧懋、阮遷等人。景泰二年（1451年）卒。